# 独脚金内酯

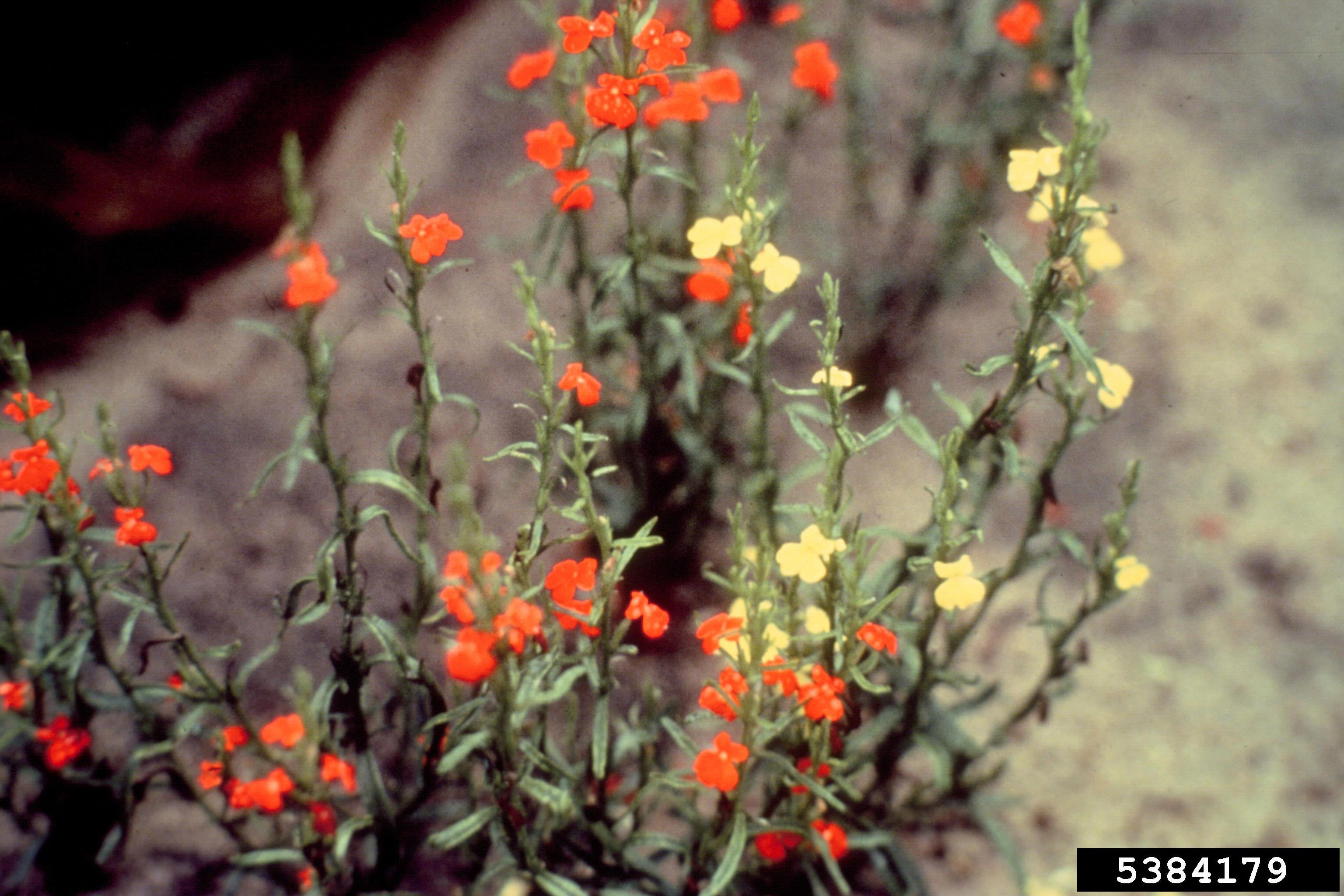
独角金

独脚金内酯（英语：strigolactone）是由独角金属植物根部产生的一类化合物的统称，因其作用机制而被归类为植物激素，其最早于棉花中被发现提纯。研究表明，独脚金内酯在三种生理过程中发挥重要作用：首先，它们促进寄生植物（如独脚金和其他独脚金属的植物）在寄主植物根部的萌发；其次，它们是共生真菌（尤其是丛枝菌根真菌）识别植物的基础，是它们连接的化学信号，因其能与这些植物建立互惠关系，并提供氮、磷和其他土壤养分；最后，它们被发现在植物体内能够抑制分枝和分蘖，防止茎末端的芽过度生长，从而阻止植物的分枝机制。

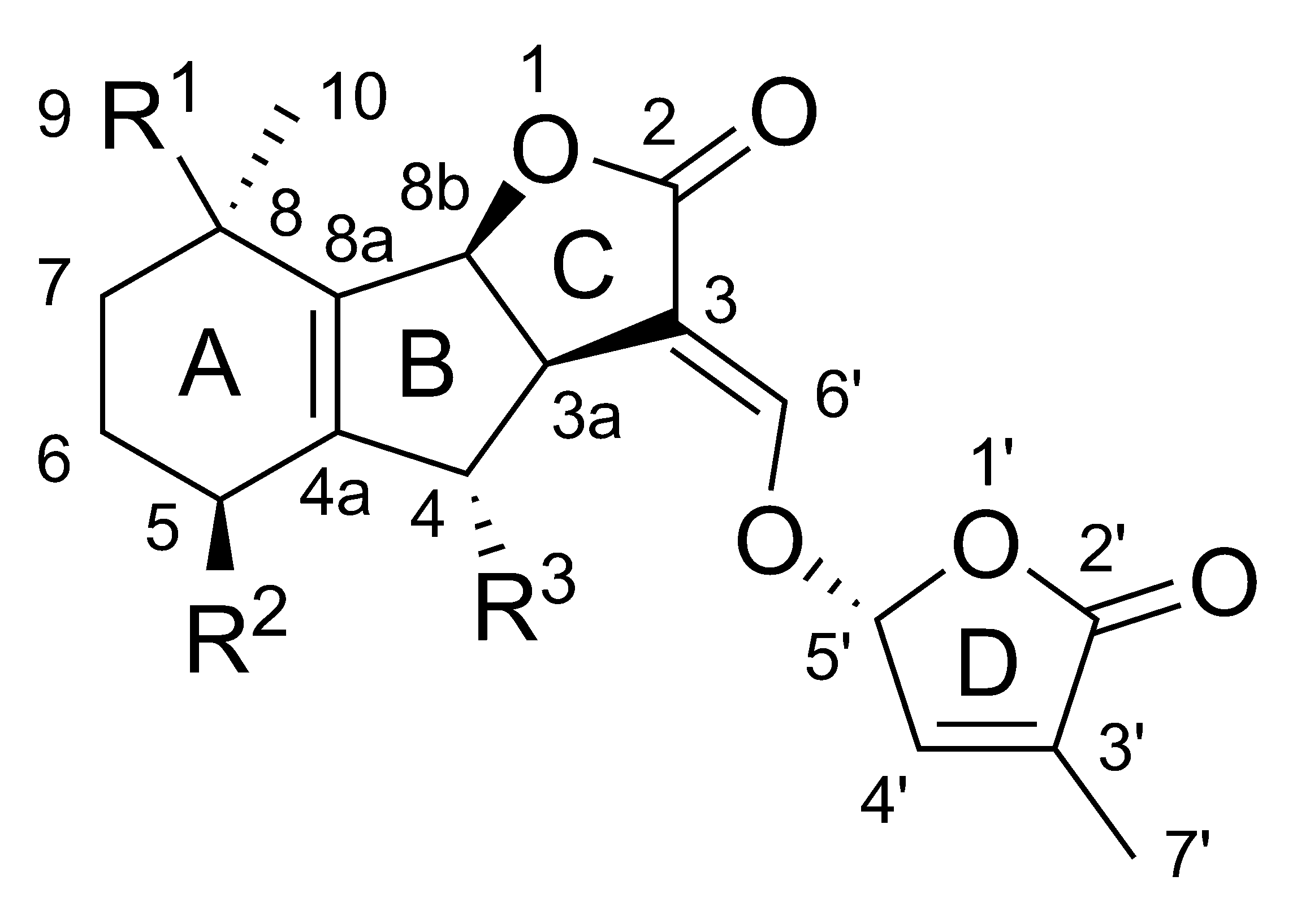
独角金内酯的分子结构

独脚金内酯包含一个不同的基团，但它们都具有共同的核心化学结构，如右图所示。该结构基于与羟基甲基丁烯内酯（右图中D部分）相连的三环内酯（右图中A-B-C部分）。值得注意的是，大多数独脚金内酯的A-B-C部分存在差异，但D环在不同物种之间则几乎相同。因此研究人员推测，独角金内酯的生物活性依赖于分子的这一部分，而不同研究也表明，当修饰分子的C-D部分时，分子就会丧失活性。
由于独脚金内酯参与了寄生物种（如独脚金属）发芽所需的信号传递通路，因此也有研究人员认为，人们或许能通过合成和使用类似于独脚金内酯的分子，或者调控独脚金内酯的相关代谢机制，抑制寄生植物在植物根部的定殖，以实现控制害虫和其他寄生生物在作物上的过度生长。

## 发现与主要生理功能

### 促进寄生植物的萌发
独脚金内酯最早于棉花的根中被发现提纯，而对独脚金的研究表明，寄主植物的根部提取物对寄生种子的发芽起着必要的作用，这表明这些根部分泌物正在诱导这一过程。随后，科学家成功分离了独脚金内酯，这一化合物被证明是诱导独脚金物种发芽的必要分子。类似的化合物，如列当醇（英语：orobanchol）和黑蒴醇（英语：alectrol）等，也被证明具有相同的作用，它们都带有内酯基团，因此被归类为独脚金内酯。而只需极微量的独脚金内酯（约5ppm）存在，即可诱导寄生植物发芽。

### 抑制植物分枝

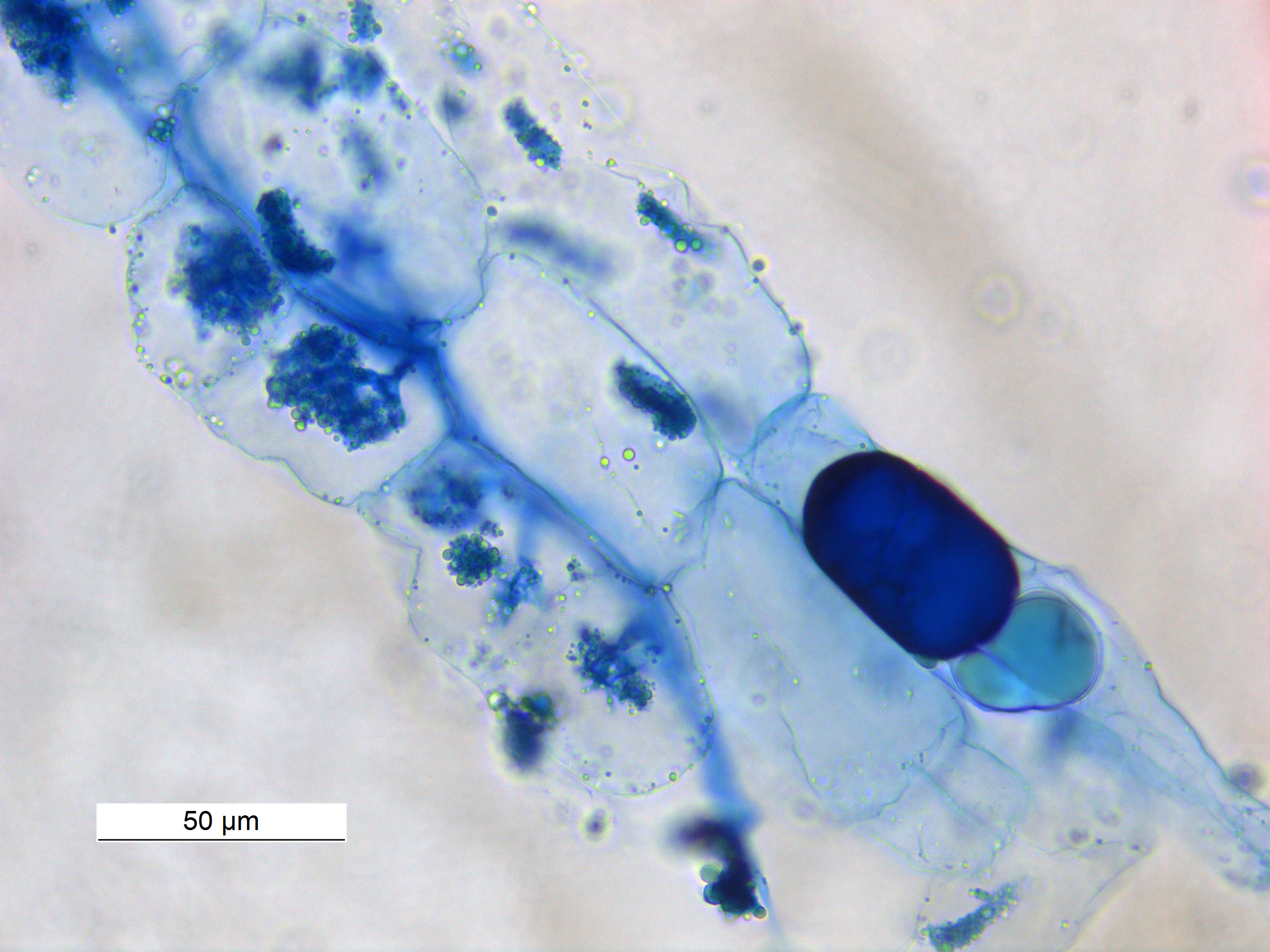
丛枝菌根真菌在植物体内形成的菌丝和丛枝结构

经过研究一组新的突变植物（包括矮牵牛，大豆，拟南芥，水稻等）后，发现独脚金内酯具有抑制分支生长的作用。这些突变体在腋芽中出现过度生长，导致末端茎开始异常分枝。在过去，细胞分裂素被认为是唯一能够调节茎分枝的分子，但这些突变体并未出现异常的细胞分裂素的合成和信号传导，因此研究人员推测，存在另一种物质作用于腋芽，诱导其产生过度生长。通过将部分突变体植物插入野生标本（反之亦然）的不同测试，证明突变体不能识别来自植物根部的信号分子，或不能产生抑制分枝所需的信号分子。经后续鉴定，这一参与分枝调节的分子即为独脚金内酯。因此，当独脚金内酯存在时，植物的过度生长和过多的分枝会被阻止，而较低的独脚金内酯浓度下，腋芽则会会开始诱导产生异常分枝。

### 促进植物与菌根真菌共生
当植物感受到环境中存在磷亏缺时，其通常倾向于开始分泌独脚金内酯，一方面可以通过抑制分枝减少生长对磷的消耗，而另一方面则可以通过诱导丛枝菌根真菌与植物产生共生，并从中获得更多的磷元素。当土壤中丛枝菌根真菌的的孢子感受到独脚金内酯存在时，其休眠会被打破并开始向独脚金内酯含量高的位置伸长菌丝。真菌细胞核随着菌丝伸长向植物根系靠近，并形成侵染体（PPA），菌丝进而侵入植物细胞并在植物细胞内产生钙离子激增，使植物产生一系列生理变化，同时菌丝在植物细胞内和细胞周围不断生长并形成“丛枝”结构，最终形成植物与真菌的共生。

## 结构与性质

### 基本化学性质

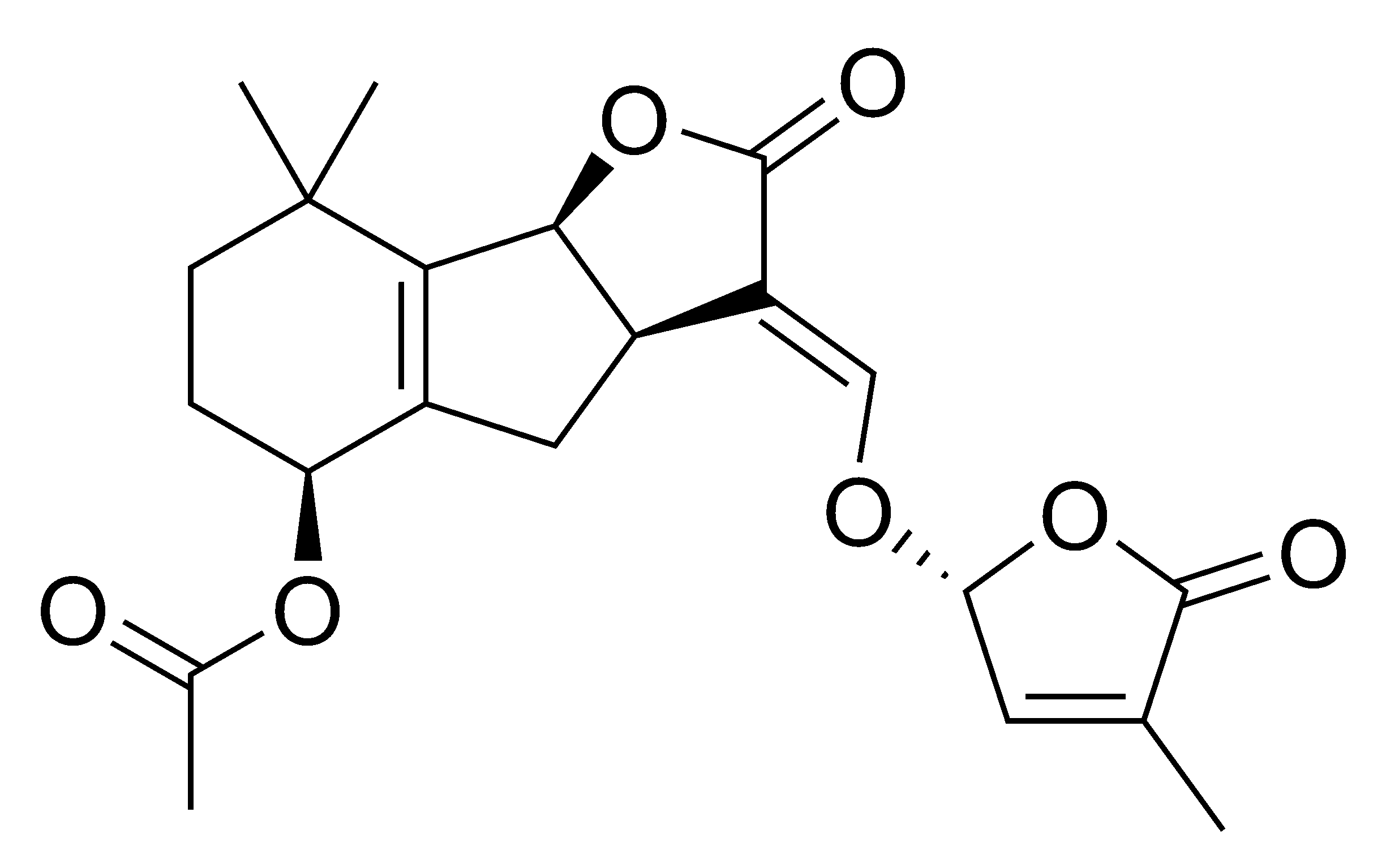
独角金醇乙酸酯

尽管不同植物中独脚金内酯的某些官能团各不相同，但它们的熔点通常都在 200 到 202 摄氏度之间，而其分子在达到 195 °C 后发生分解。极易溶于极性溶剂，例如丙酮； 溶于苯，几乎不溶于己烷。

### 常见的独角金内酯结构

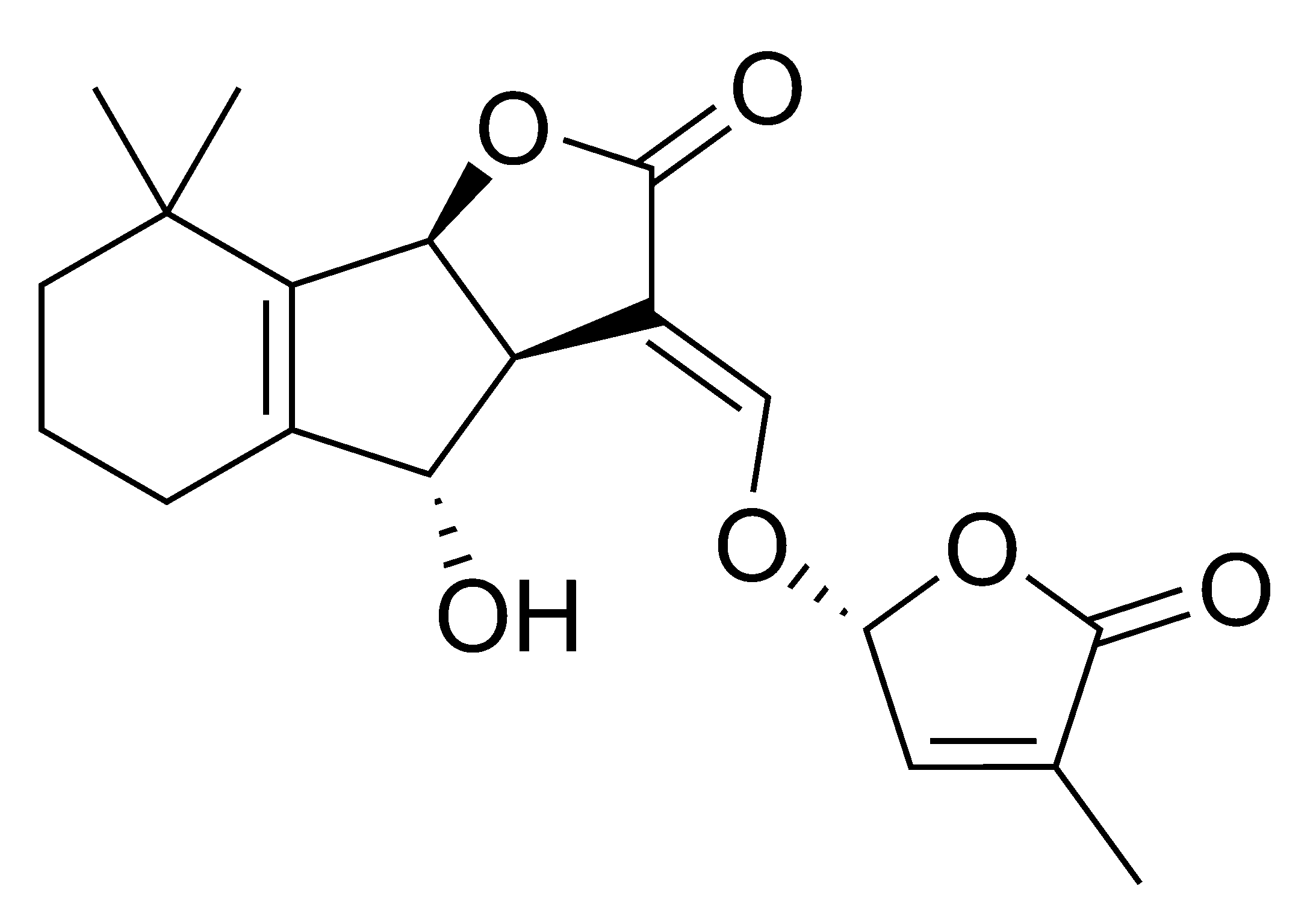
列当醇

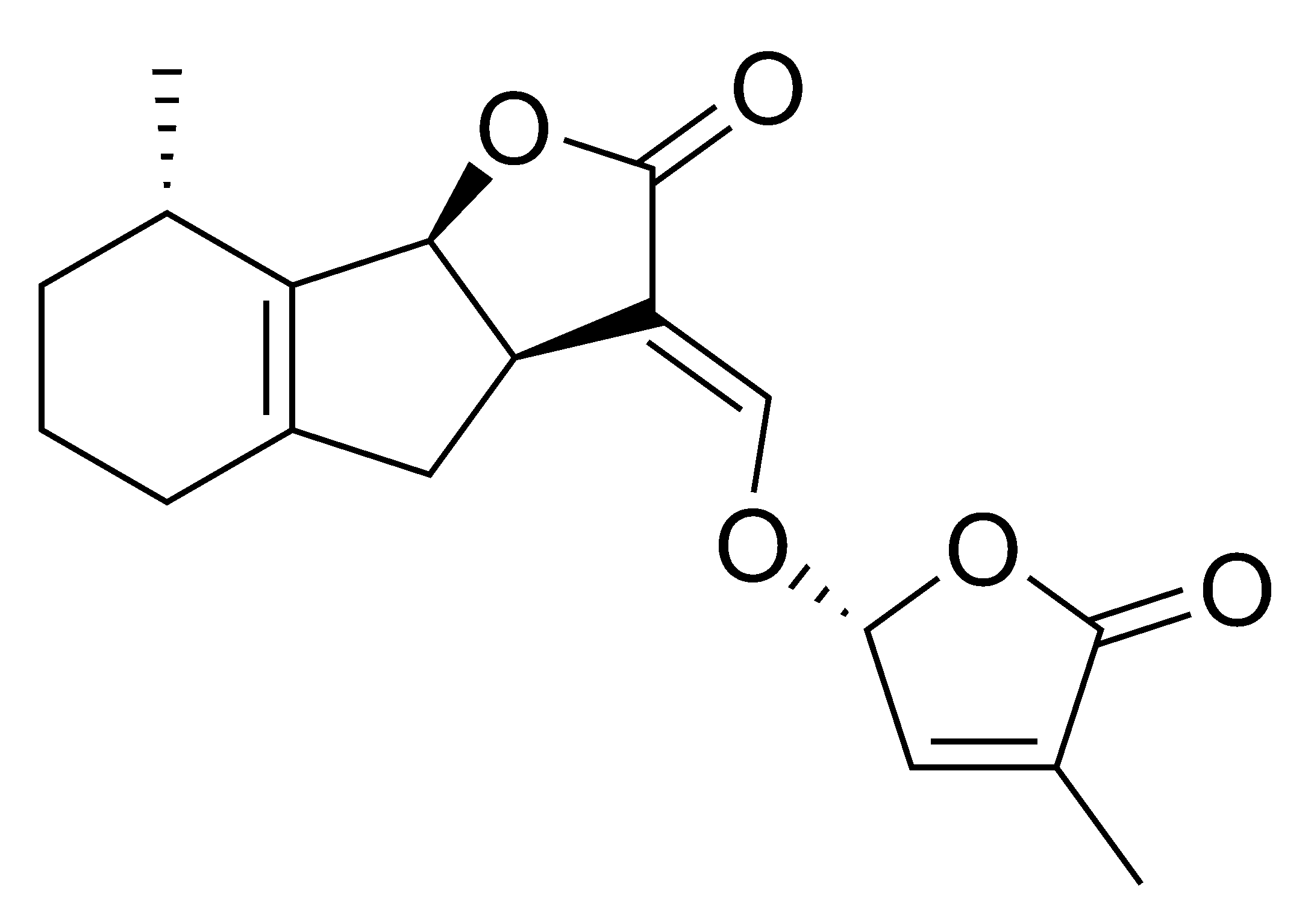
高粱内酯

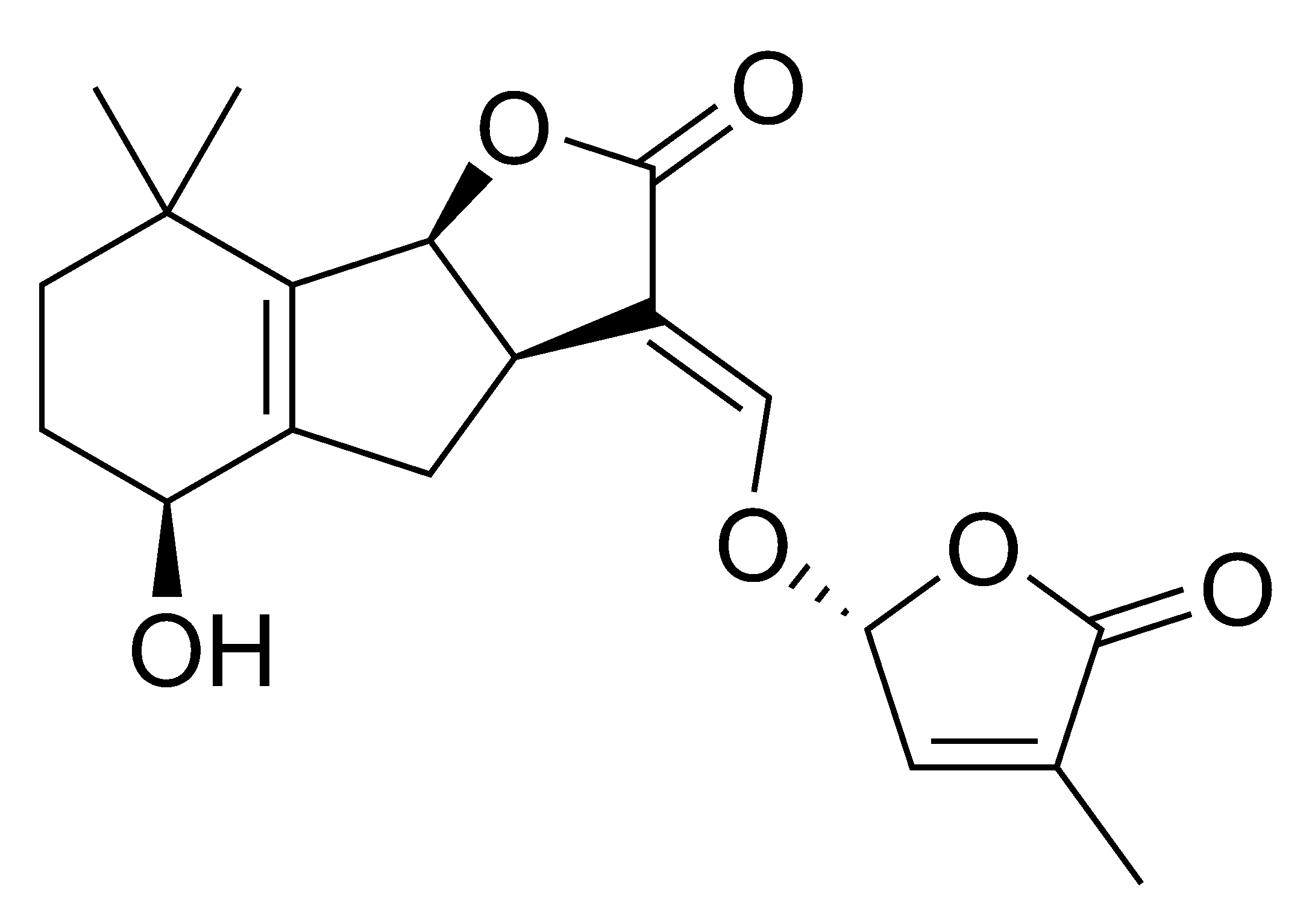
独角金醇

右侧为常见的集中独脚金内酯结构。

## 生物合成

### 通过卡拉内酯的类胡萝卜素途径进行合成
独脚金内酯的生物合成途径尚未完全阐明，目前已确定其中部分步骤以及各化学反应步骤所需的酶。 第一步是对β-胡萝卜素中第9个化学键进行异构化，生成9-顺式-胡萝卜素。[6] 这第一步是由β-胡萝卜素异构酶进行的，又称DWARF27或简称D27，其需要铁作为辅助因子。第二步中，9-顺式-胡萝卜素经由类胡萝卜素裂解脱氧酶 7 (CCD7) 催化，被分解为 9-顺式-胡萝卜醛和β -紫罗兰酮。 在第三步中，另一种类胡萝卜素裂解加氧酶，称为 CCD8（与 CCD7 来自同一家族），催化将上一步中产生的醛转化和重排为 9-顺式-β-阿朴-10' 胡萝卜醛，并随后产生卡拉内酯。目前尚不清楚卡拉内酯究竟是如何转化各种不同独脚金内酯的，但多项研究已经证明卡拉内酯是独脚金内酯的前体。 据推测，在生物合成的最后一步中，应该包括添加至少两个氧分子以将卡拉内酯转化为 5-脱氧独脚金醇，一种简单的独脚金内酯，而其他更复杂的独脚金内酯应该需要进一步氧化来产生。 有研究提出，MAX1蛋白在植物的氧化代谢中发挥的作用，其很有可能被用于催化独脚金内酯生物合成的最后一步。

### 脱落酸在生物合成中作用
脱落酸 (ABA) 和独脚金内酯的合成共用一组共同的酶，同时之前的多项研究也已经证实了这两种生物合成途径之间的相关性。ABA的生物合成依赖于一系列被称为9-顺式环氧类胡萝卜素脱氧酶(NCED)的酶。在某些存在NCED酶合成方面缺陷的突变植物体内，不仅能观察到过低的ABA水平，还出现了独脚金内酯水平的降低。 独脚金内酯水平的降低尤其体现在原本合成该激素的根部提取物中。这一发现表明，两种合成途径存在共用酶的机制，其他实验，包括使用无法检测生长素变化的突变体阻断NCED酶和，也支持这一理论，但到目前为止，这两种合成途径之间的确切连接机制仍不明确。

## 信号感知
植物通常通过双受体/水解酶蛋白DWARF14(D14)感知体内独脚金内酯浓度。但尽管目前已提出了几种关于具体信号传导谢途径的推测，但真正的机制尚有待发掘。